# Тассай (Абайский сельский округ)
Тассай (каз. Тассай) — село в Хромтауском районе Актюбинской области Казахстана. Входит в состав Абайского сельского округа. Код КАТО — 156033800.

## Население
В 1999 году население села составляло 114 человек (63 мужчины и 51 женщина). По данным переписи 2009 года, в селе проживало 80 человек (41 мужчина и 39 женщин).